# St. Lambertus (Mingolsheim)

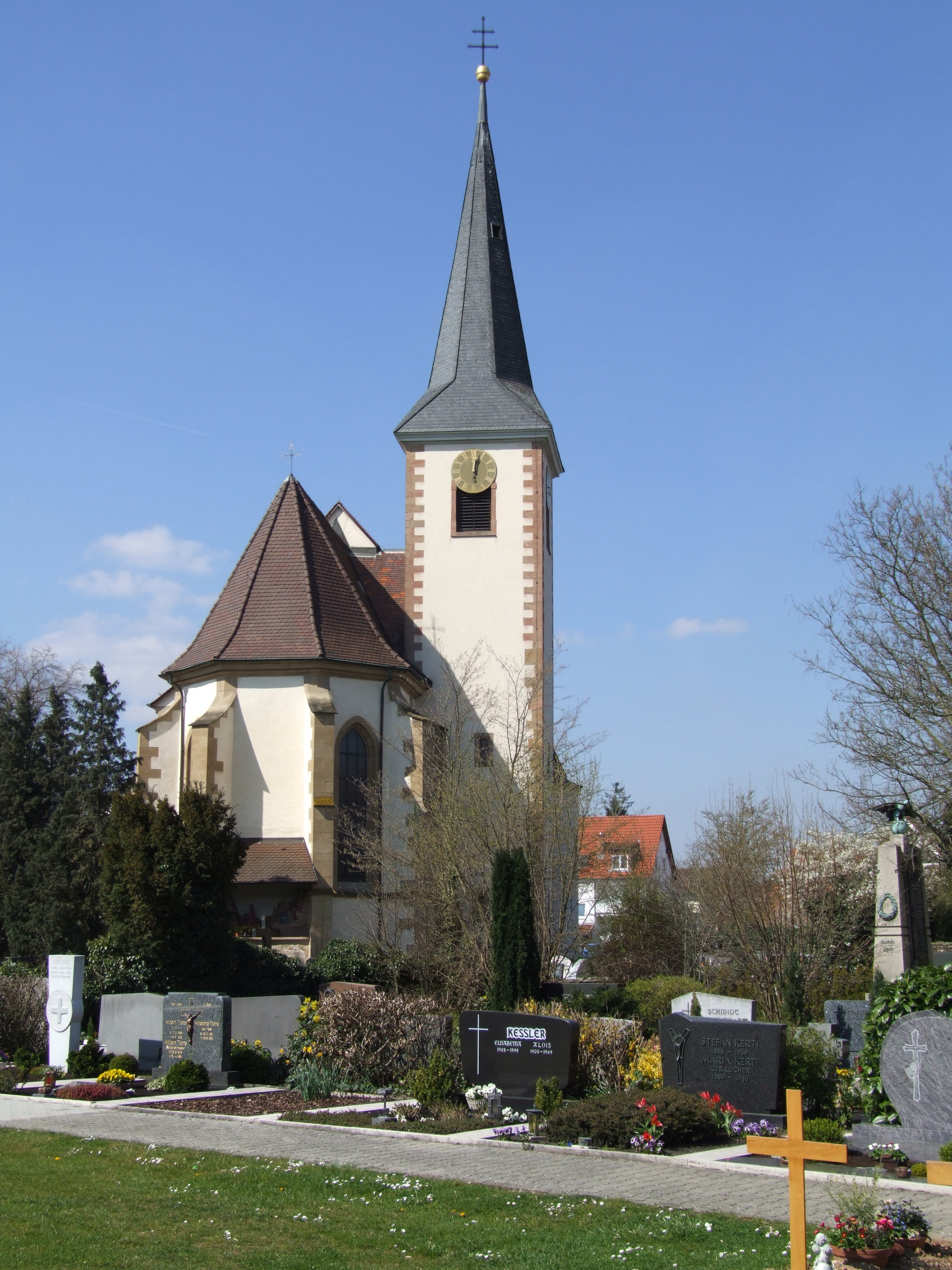
St. Lambertus von Osten

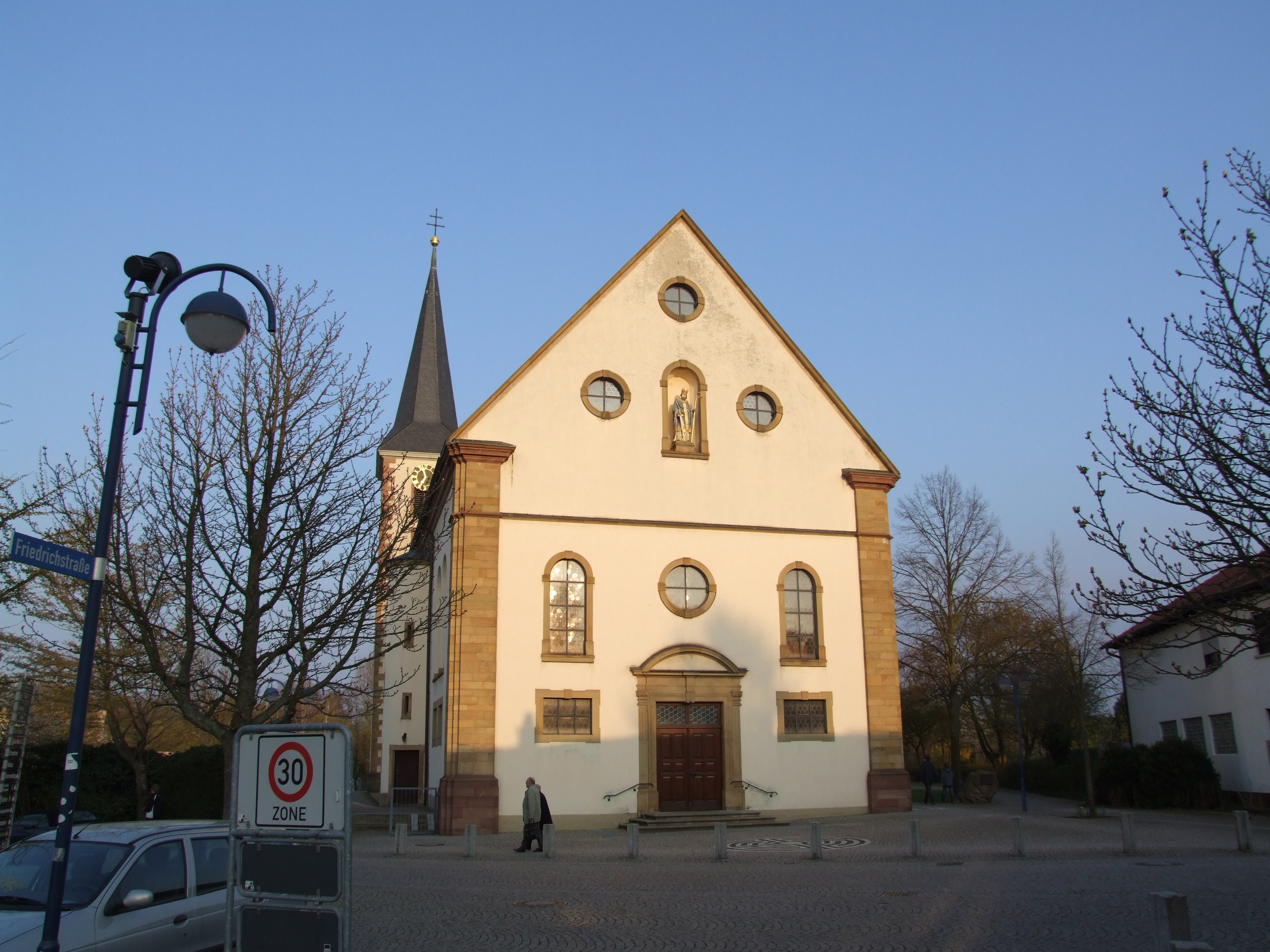
St. Lambertus von Westen

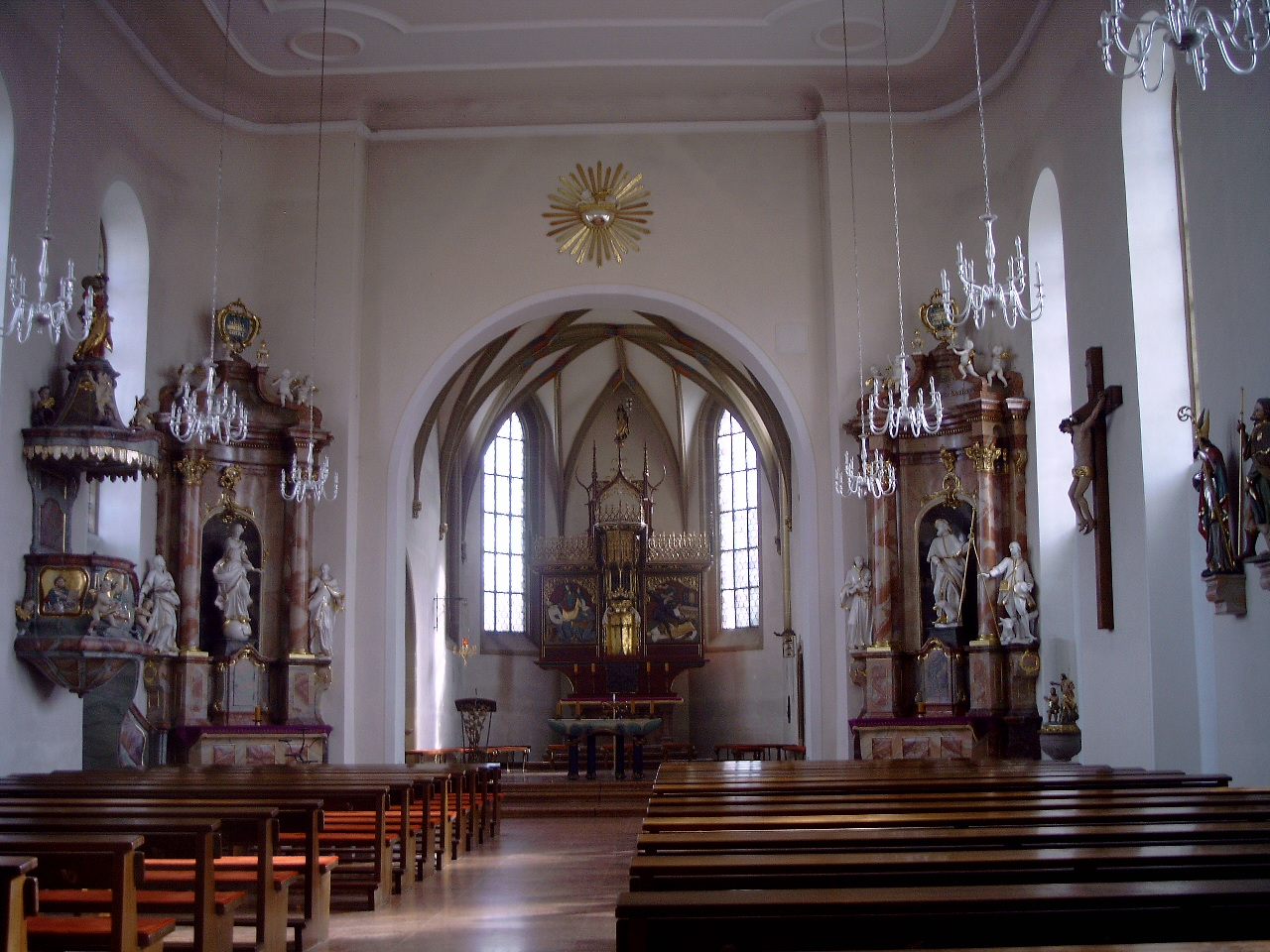
Blick zum Chorbereich

Die Kirche St. Lambertus ist eine katholische Kirche der Pfarrgemeinde St. Lambertus Mingolsheim, einem Ortsteil von Bad Schönborn. Sie ist dem Erzbistum Freiburg unterstellt und gehört zur Seelsorgeeinheit Schönborn-Kronau im Dekanat Bruchsal. Der heilige Lambertus ist der Kirchenpatron.

## Geschichte
Der Ursprung der Kirche liegt im achten Jahrhundert. Aus dem fünfzehnten Jahrhundert stammt der gotische Chor und das Untergeschoss des Turmes. Nach 1760 wurde das barocke Langhaus mit barocker Ausstattung erstellt. Um 1900 entstand der neugotische Hochaltar. Um 1977 erfolgte eine umfassende Renovierung und moderne Altarraumausstattung. Die Seitenaltäre sind Maria und Rochus geweiht.

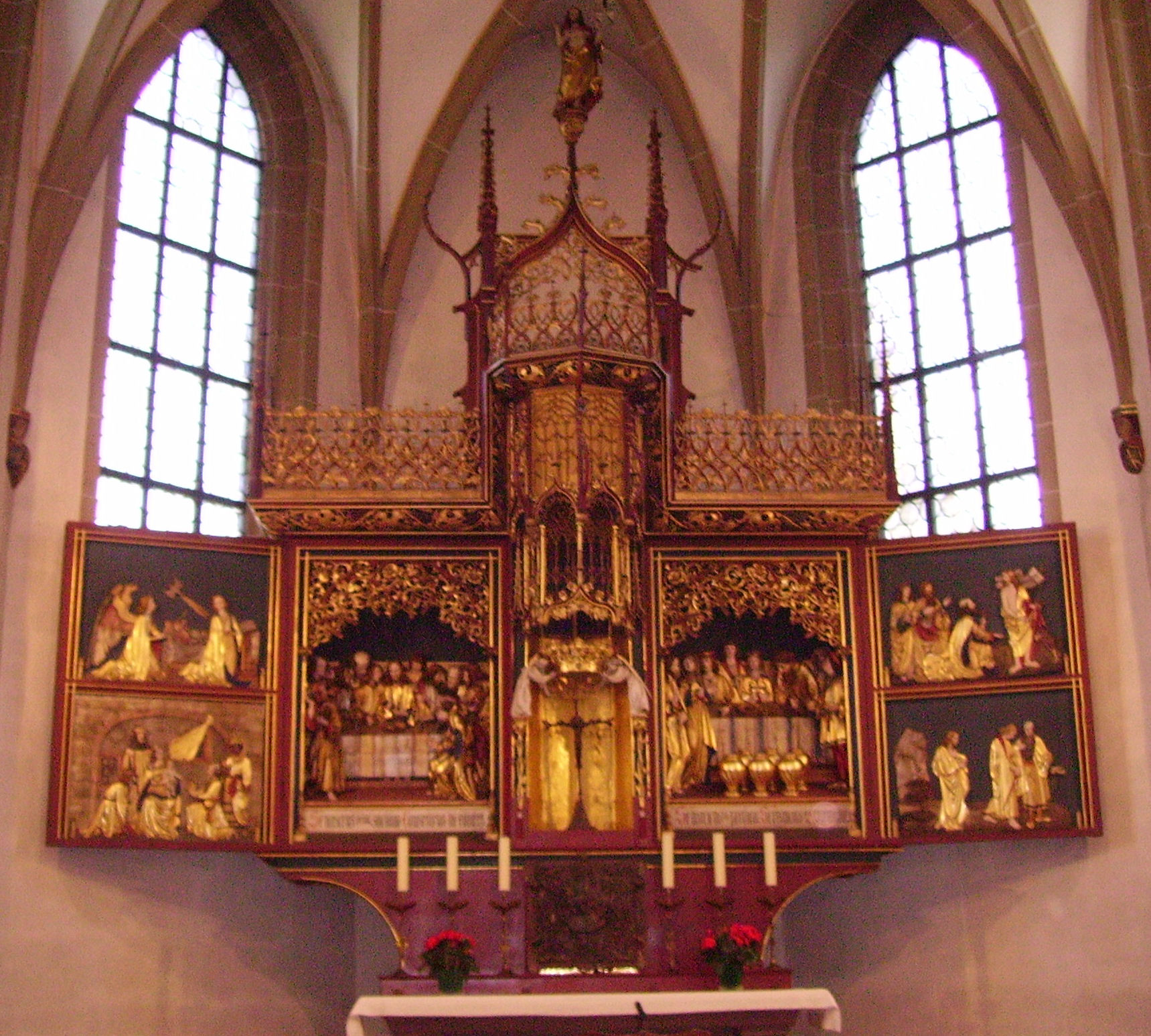
Hochaltar, geöffnet
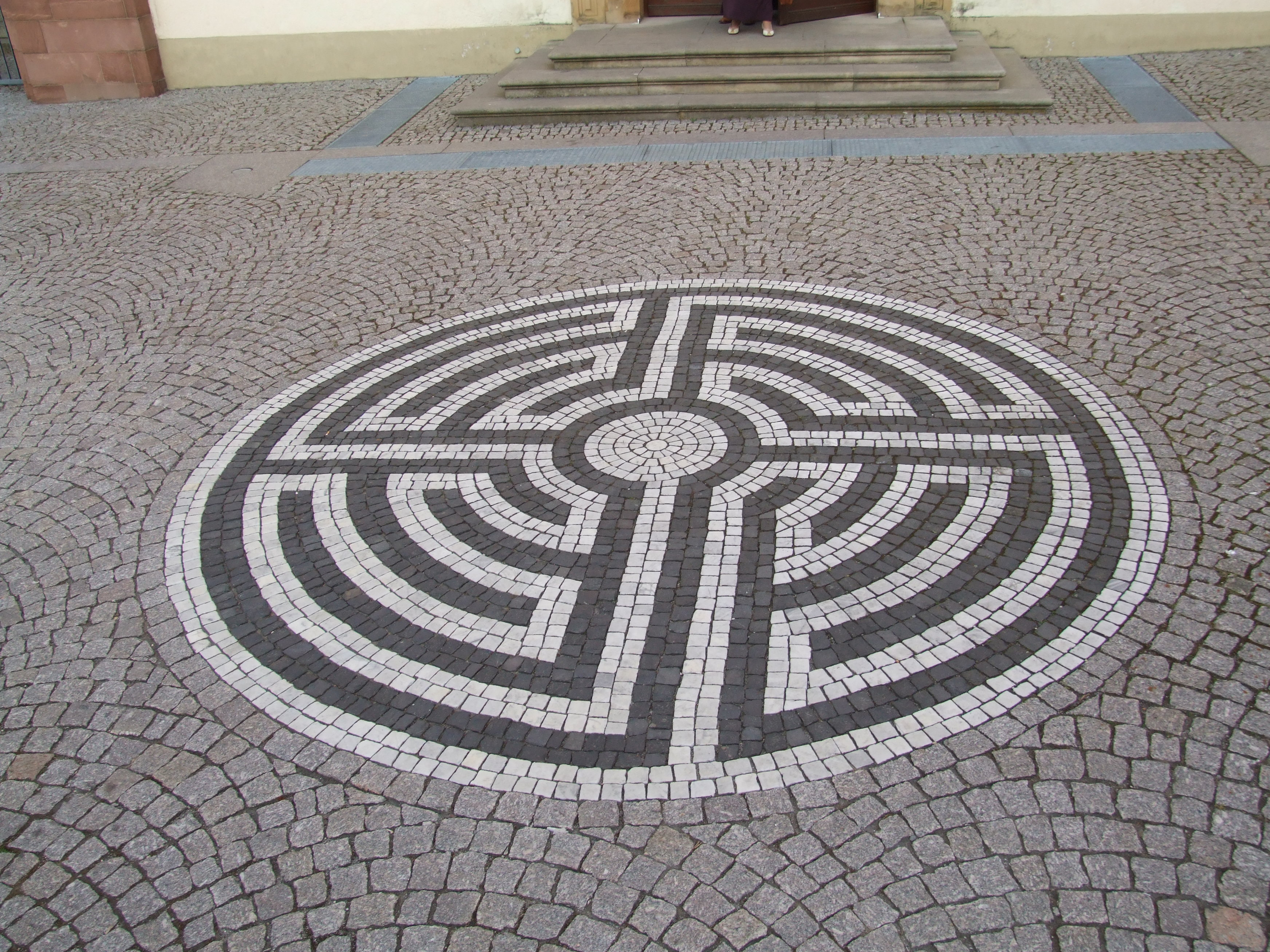
Chartres-Labyrinth[1] vor St. Lambertus
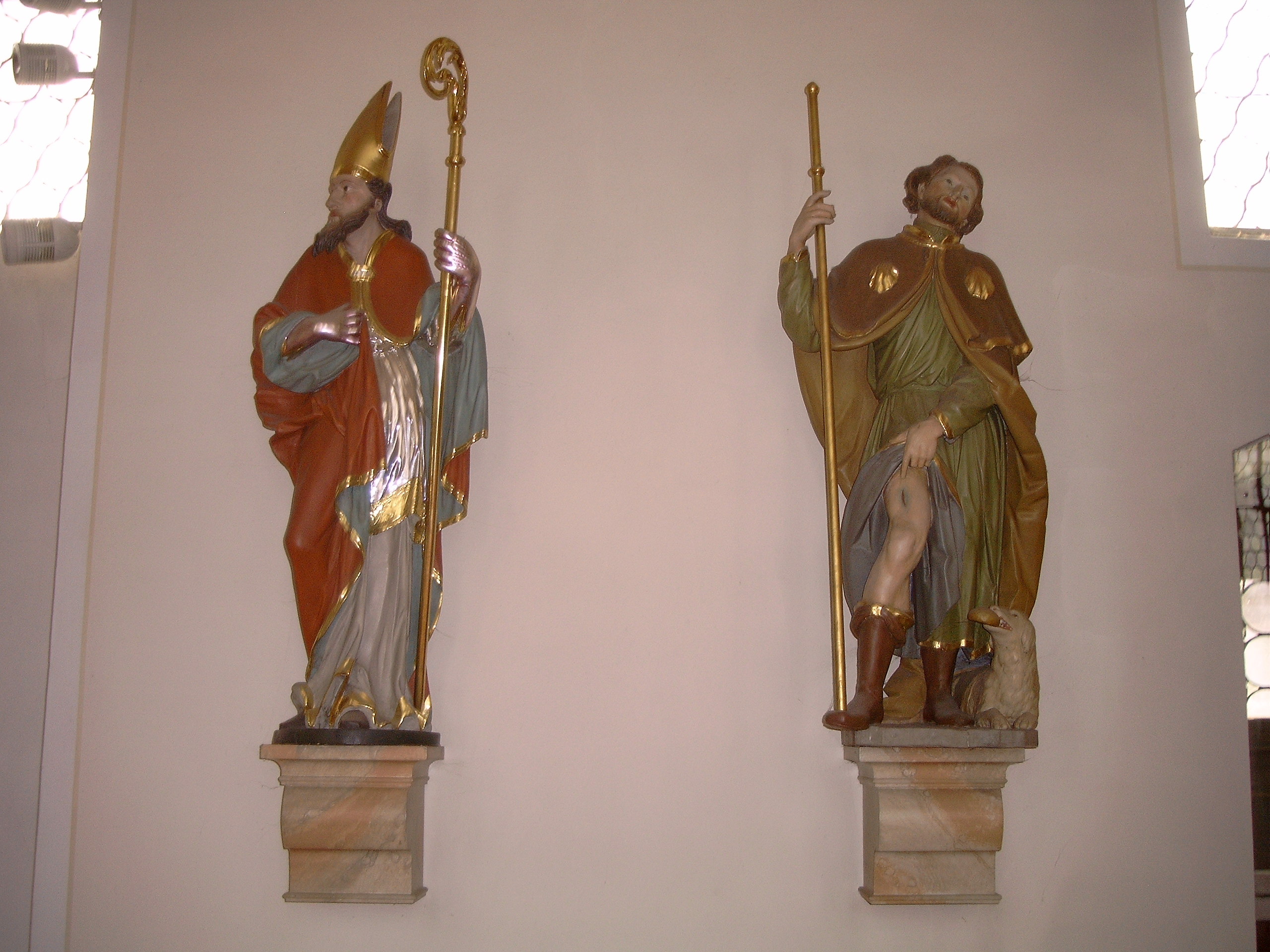
Kirchenpatron St. Lambertus und Ortspatron St. Rochus
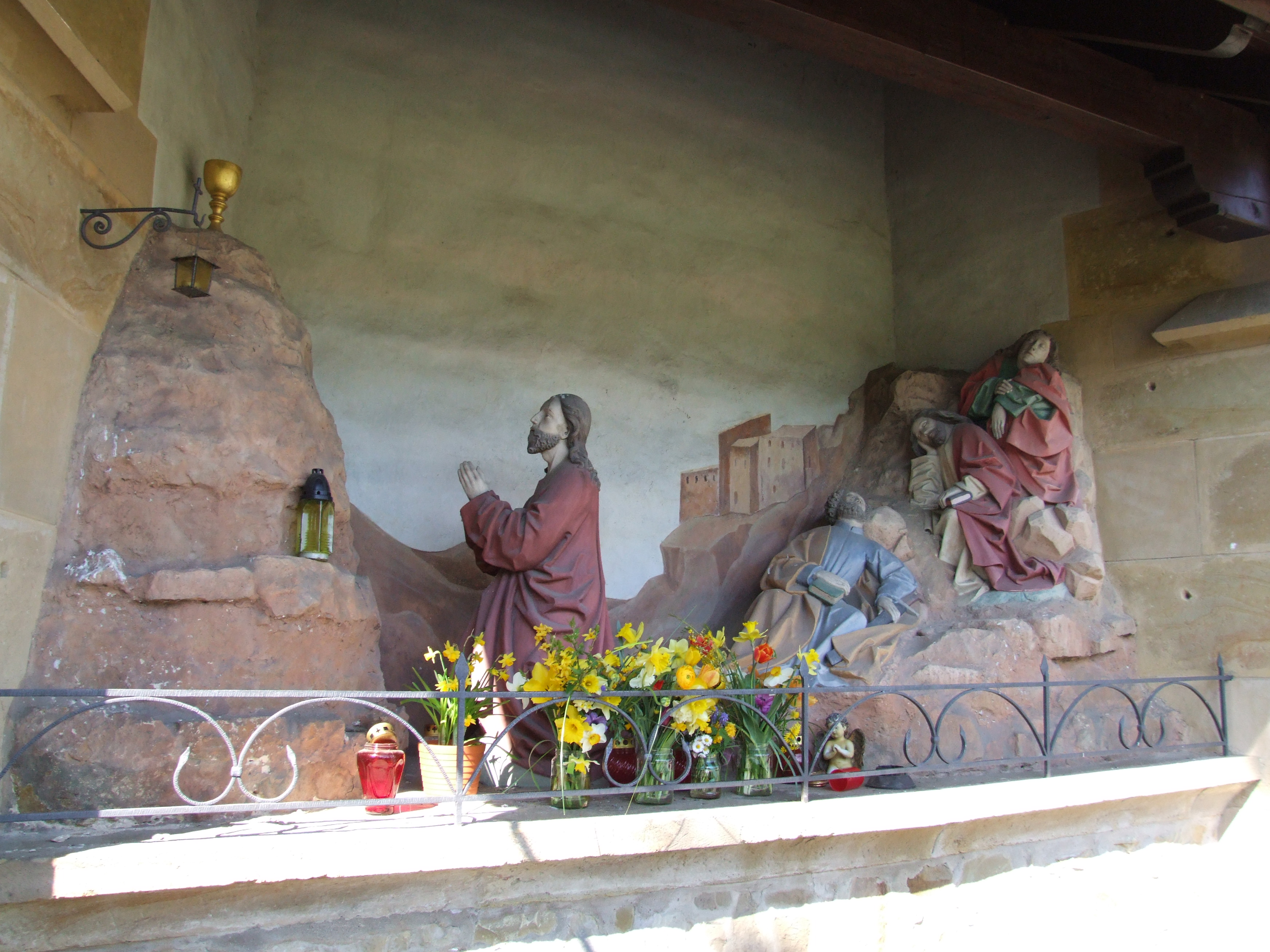
Ölberggruppe, St. Lambertus
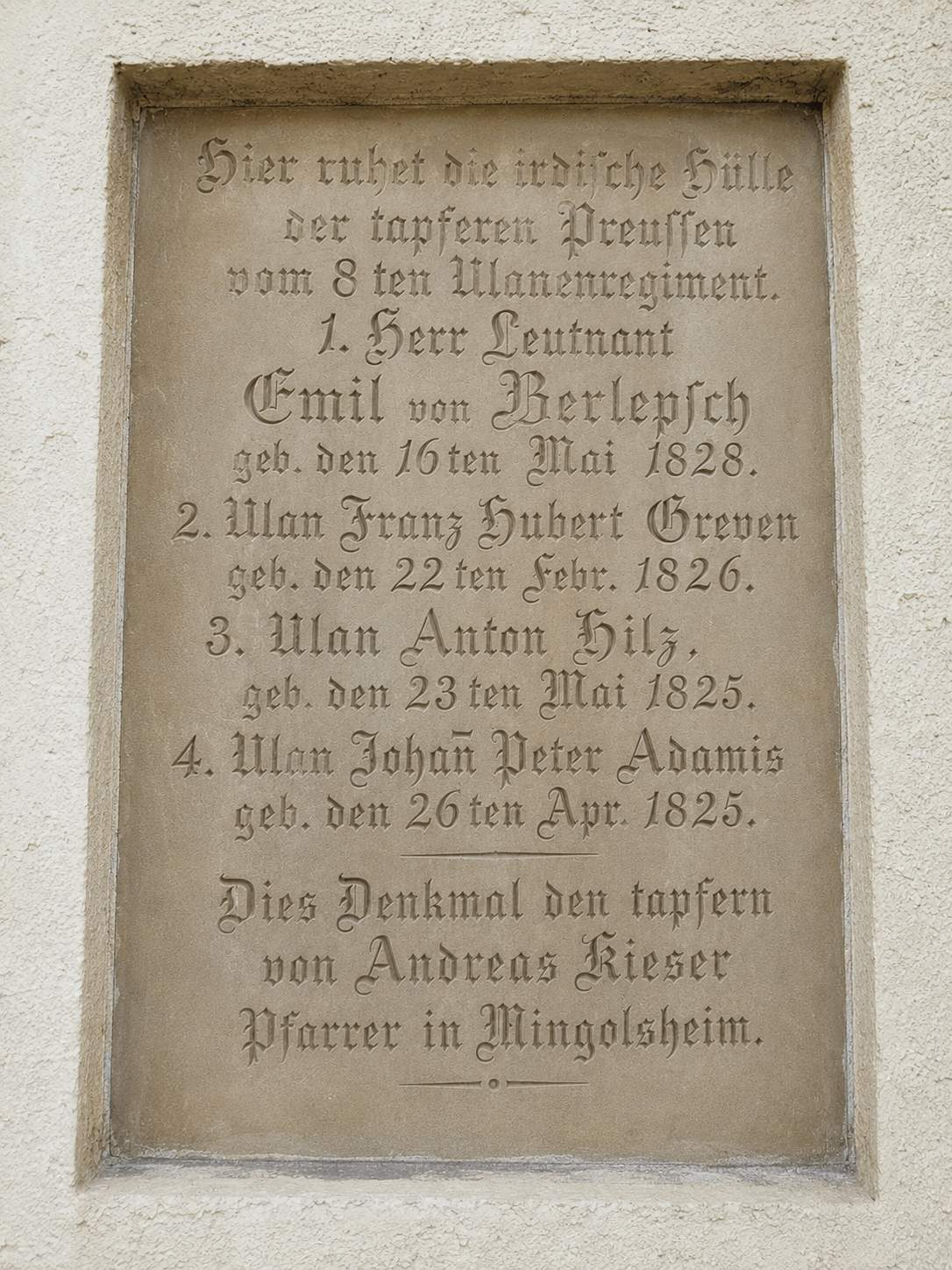
Gefallene des Gefechts am 23. Juni 1849 in Ubstadt, an der nördlichen Kirchenseite

## Orgel
1807 entstand von Andreas Ubhauser der Entwurf einer Orgel. Für ein zweimanualiges Instrument mit 22 Registern, in klassizistischer Ausführung und baugleich mit der Eichtersheimer Orgel, erhielt er mit 1550 Gulden den Zuschlag. Ein Jahr später, 1808 wurde dieser Orgelbau zum Abschluss gebracht. Trotz Reparaturen überstand dieser Prospekt, (abgesehen von einer Renovation der Pfeifen um 1900 durch den Orgelbauer Kienle) die Zeit bis zu einer Vergrößerung der Kirche im Jahr 1954 mit einhergehendem Abbruch der Orgel.

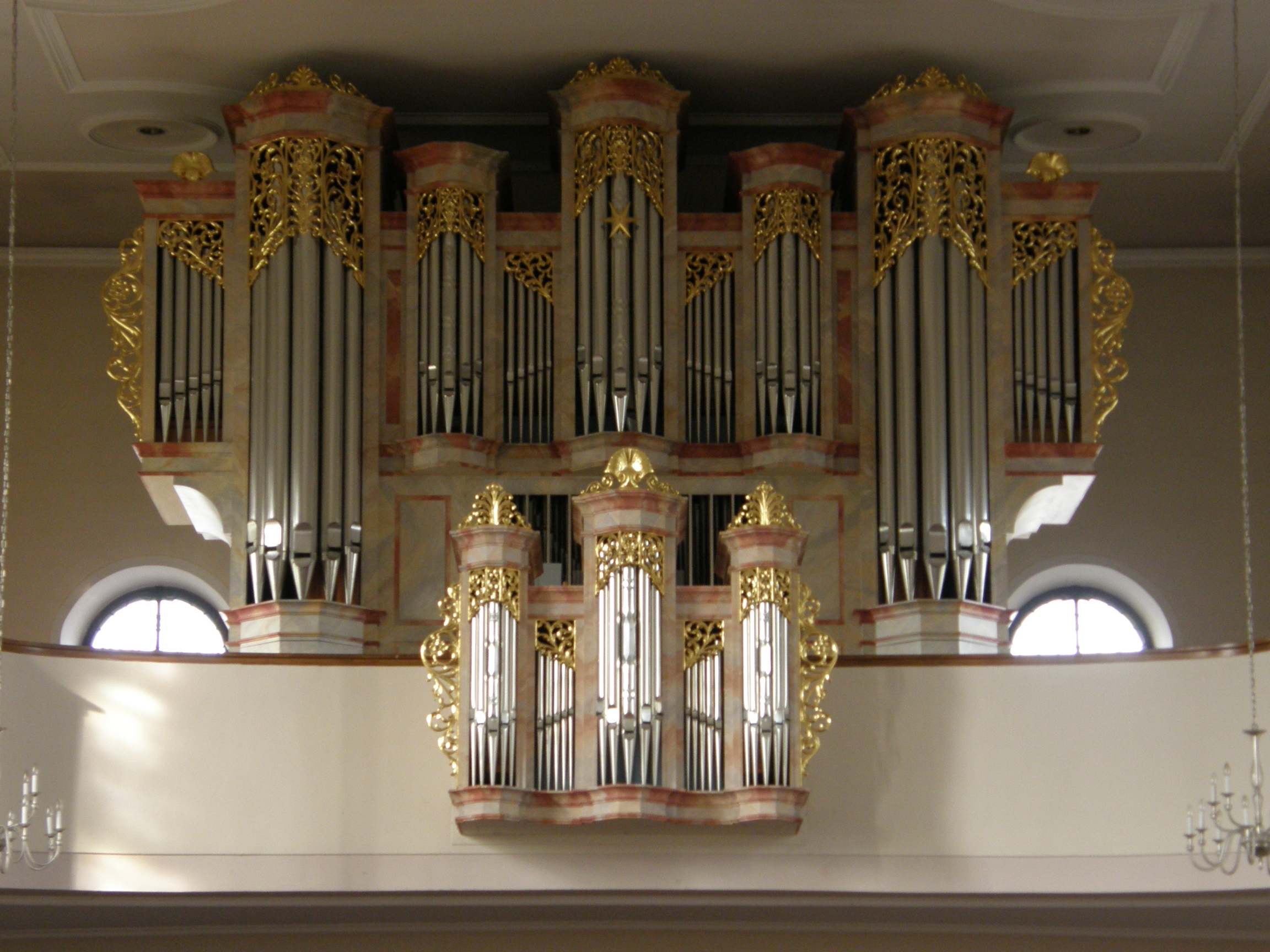
Prospekt mit Rückpositiv der Schmid-Orgel

Seit 1993 gibt es eine neue viermanualige mechanische Orgel der Fa. Gerhard Schmid aus Kaufbeuren. Das Instrument hat 50 Register auf vier Manualen und Pedal. Die Spieltrakturen sind mechanisch, die Registertrakturen sind elektropneumatisch.
| I Rückpositiv C–g3 |       |
| Gedackt            | 8′    |
| Prästant           | 4′    |
| Rohrflöte          | 4′    |
| Principal          | 2′    |
| Spitzquinte        | 1 ⁄3′ |
| Octave             | 1′    |
| Cymbel             | 1⁄2′  |
| Krummhorn          | 8′    |
| Tremulant          |       |

| II Hauptwerk C–g3 |       |
| Gedacktpommer     | 16′   |
| Principal         | 8′    |
| Rohrflöte         | 8′    |
| Gamba             | 8′    |
| Octave            | 4′    |
| Quinte            | 2 ⁄3′ |
| Octave            | 2′    |
| Mixtur V          | 1 ⁄3′ |
| Scharf III        | 1′    |
| Trompete          | 8′    |
| Cymbelstern       |       |

| III Schwellwerk C–g3 |        |
| Bourdon              | 16′    |
| Holzflöte            | 8′     |
| Quintade             | 8′     |
| Salicional           | 8′     |
| Vox coelestis        | 8′     |
| Principal            | 4′     |
| Traversflöte         | 4′     |
| Nasat                | 2 ⁄3′  |
| Waldflöte            | 2′     |
| Terz                 | 1 3⁄5′ |
| Sifflöte             | 1′     |
| Plein jeu V          | 2′     |
| Basson               | 16′    |
| Oboe                 | 8′     |
| Schalmey             | 4′     |
| Tremulant            |        |

| IV Récit C–g3        |    |
| Spitzgedackt         | 8′ |
| Weitprincipal        | 4′ |
| Cornett V            | 8′ |
| Trompette-harmonique | 8′ |
| Tremulant            |    |

| Pedalwerk C–f1 |         |
| Principal      | 16′     |
| Subbaß         | 16′     |
| Quintbaß       | 10 2⁄3′ |
| Octavbaß       | 8′      |
| Gedacktbaß     | 8′      |
| Großterz       | 6 2⁄3′  |
| Choralbaß      | 4′      |
| Nachthorn      | 2′      |
| Rauschbaß V    | 2 ⁄3′   |
| Bombarde       | 32′     |
| Posaune        | 16′     |
| Trompete       | 8′      |
| Clarine        | 4′      |

## Glocken
Das Geläut besteht aus neun Glocken, wobei die neunte und bisher jüngste Glocke 2004 aufgehängt wurde. Es ist damit das umfangreichste Kirchengeläut einer Dorfpfarrkirche im Erzbistum Freiburg.
| Nr. | Name                    | Gussjahr | Gießer, Gussort                         | Durchmesser | Masse   | Schlagton |
| --- | ----------------------- | -------- | --------------------------------------- | ----------- | ------- | --------- |
| 1   | Christus König          | 1950     | Friedrich Wilhelm Schilling, Heidelberg | 1289 mm     | 1300 kg | es′       |
| 2   | Maria                   | 1950     | Friedrich Wilhelm Schilling, Heidelberg | 1080 mm     | 780 kg  | ges′      |
| 3   | Lambertus               | 1950     | Friedrich Wilhelm Schilling, Heidelberg | 850 mm      | 341 kg  | b′        |
| 4   | Schutzengel             | 1922     | Glockengießerei Bachert, Karlsruhe      | 740 mm      | 215 kg  | des″      |
| 5   | Nikolaus von Flüe       | 1987     | Karlsruher Glockengießerei              | 630 mm      | 174 kg  | es″       |
| 6   | Mutter Teresa           | 2003     | Rudolf Perner, Passau                   | 600 mm      | 145 kg  | f″        |
| 7   | Benedictus              | 1987     | Karlsruher Glockengießerei              | 550 mm      | 0118 kg | ges″      |
| 8   | Elisabeth von Thüringen | 1988     | Karlsruher Glockengießerei              | 490 mm      | 098 kg  | as″       |
| 9   | Jean-Marie Vianney      | 1988     | Karlsruher Glockengießerei              | 480 mm      | 089 kg  | b″        |

## Kreuzweg
Um 1987 wurde die Kopie eines Führich-Kreuzweges im Stil des Malers Joseph von Führich im Seitenschiff des Langhauses angebracht.

## Vorplatz
Der Kirchenvorplatz wurde Prälat-Schanzenbach-Platz benannt, zur Erinnerung an den in Mingolsheim geborenen, zum Ehrenbürger ernannten und in Freiburg im Breisgau als Priester und Prälaten wirkenden Leonhard Schanzenbach.